# Cape Bathurst
Cape Bathurst är en udde i Kanada. Den ligger i den nordvästra delen av landet, 3 900 km nordväst om huvudstaden Ottawa.
Terrängen inåt land är mycket platt. Havet är nära Cape Bathurst åt nordost. Trakten är glest befolkad.